# Билефельдский университет
Билефельдский университет (нем. Universität Bielefeld) — университет в городе Билефельд в Германии. Основан в 1969 году, один из самых молодых университетов страны.
На 2015 год в университете работают 263 профессора и обучаются 22 279 студента, 1 597 из которых — иностранные студенты (из них 300 выходцев из Турции, 103 из Польши, 101 из КНР, 91 из России, 71 из Греции, 54 из Италии, 50 с Украины, 49 из Испании, 42 из Болгарии, 41 из Ирана и 695 из прочих стран.)

## Факультеты
- Биологический факультет
- Химический факультет
- Педагогический факультет (при нём действует Оберштуфен Коллег)
- Факультет истории, философии и евангелического богословия (ранее был факультет католического богословия, который был закрыт в 2007 г.)
- Факультет общественного здоровья
- Факультет лингвистики и литературоведения
- Математический факультет
- Физический факультет
- Факультет психологии и спортивной науки
- Юридический факультет
- Факультет социологии (является единственным социологическим факультетом в Германии)
- Технический факультет
- Экономический факультет

## Университетский кампус
В университетском павильоне находятся:
Первый этаж

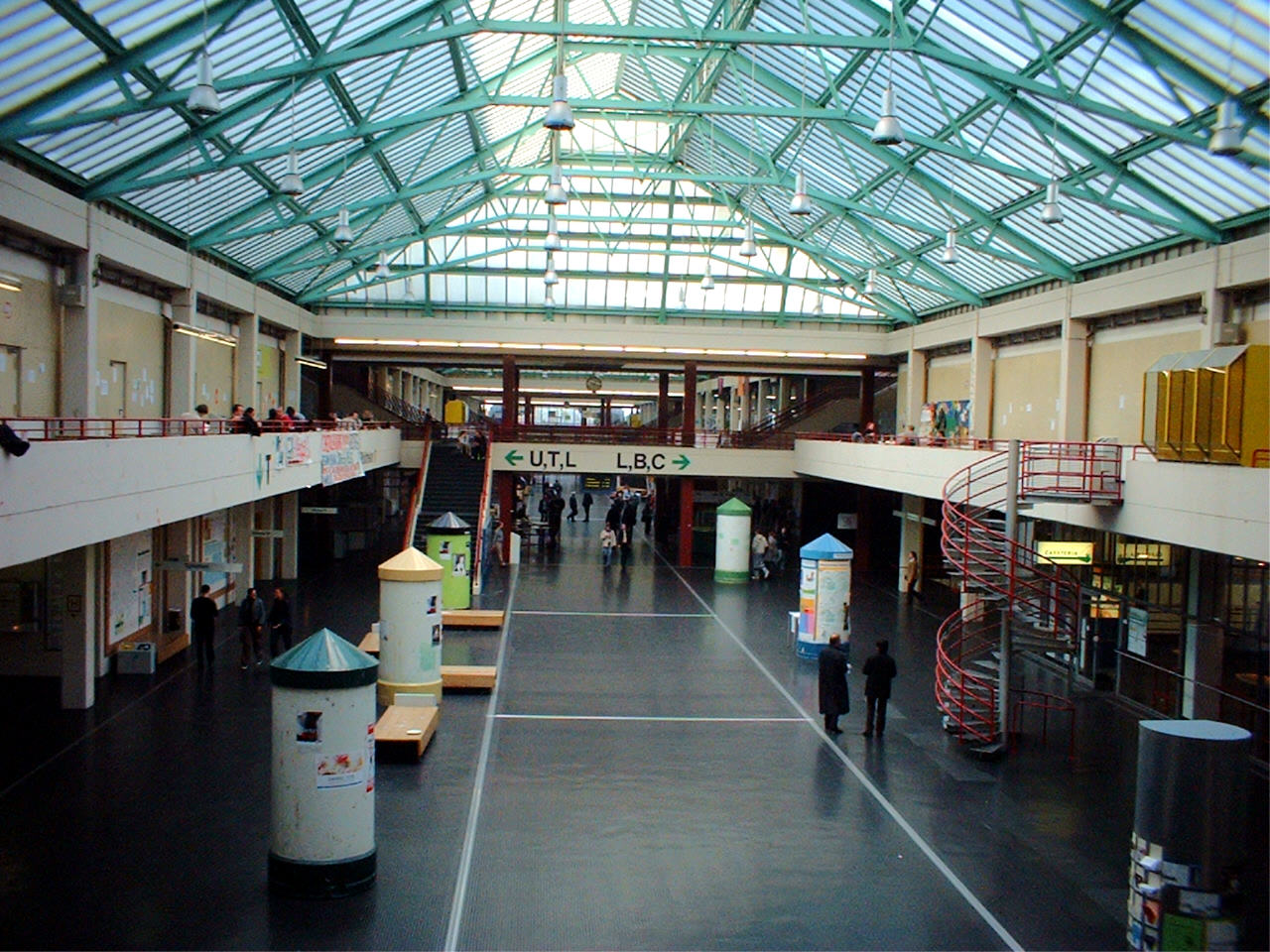
В главном павильоне университета

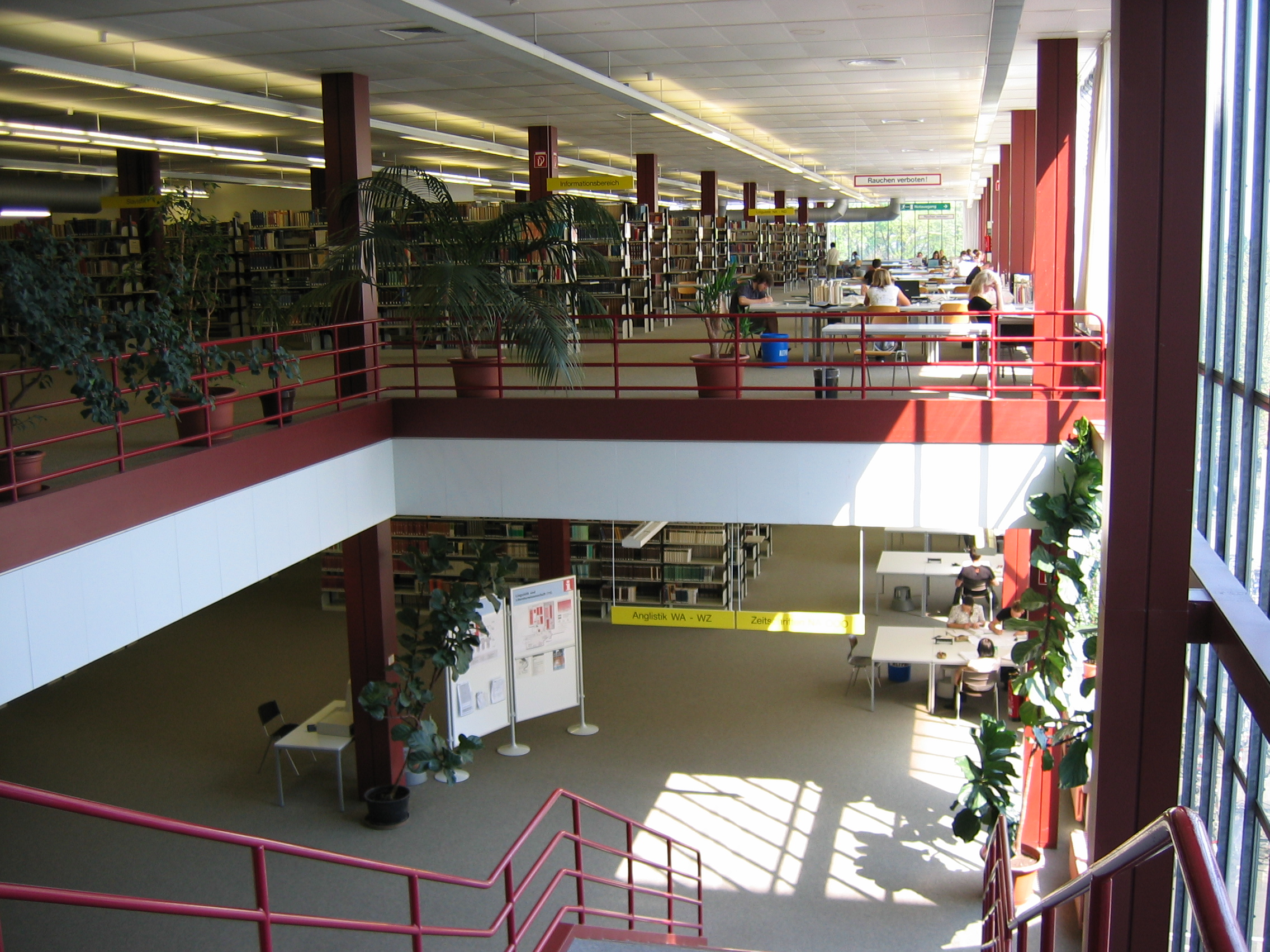
Читальные залы в библиотеке

- 16 классических лекционных залов и один специально большой лекционный зал, который называется Auditorium Maximum.
- Филиал немецкой почтовой компании Deutsche Post.
- Банкомат.
- Маленький супермаркет Эдди в Уни (нем. Eddy in der Uni).
- Канцелярский магазин Шёмиц.
- Вегетарианская пекарня Фарина (Bio-Bäckerei Farina).
- Униварза — ресторан средиземноморской кухни (ранее итальянский, с 1997 г. турецкий) и закусочная где турки продают шаурму и пиццу.
- Ресторан-Бар Вестенд (Westend), немецкая и интернациональная кухня.
- Книжный магазин ЛУЦЕ (LUCE).
- Отделение германского федерального агентства по трудоустройству.
- Плавательный бассейн.

Второй этаж
- Офисы студенческого совета, антифашистской организации Антифа и автономной группы геев и лесбиянок.
- Педагогический музей.
- Кафе-Бар Пиацца Доро (Piazza D’Oro).
- Центр управление университетской библиотеки.

## Личности

### Президенты университета
- 1969—1970: Эрнст Иоахим Местмекер
- 1970—1992: Карл Петер Гротемайер
- 1992—1996: Гельмут Сковронек
- 1996—2001: Герд Рикхейт
- 2001—2009: Дитер Тиммерман
- 2009—сегодня: Герхард Загерер

### Почётные доктора
- 1980: Норберт Элиас
- 1985: Манфред Эйген
- 1989: Райнхард Зелтен
- 1994: Герхард Риттер
- 1998: Жан Мари Лен
- 1999: Григорий Маргулис
- 2000: Эдмон Малинво
- 2001: Харольд Крото
- 2003: Станислав Лем («за выдающиеся достижения в области информатики»[3])
- 2004: Леонид Гурвич
- 2009: Вернер Майхофер
- 2011: Марта Нуссбаум

### Знаменитые студенты и выпускники
- Штефан Рааб — учился на юридическом в 90-х годах